# گرمادوست

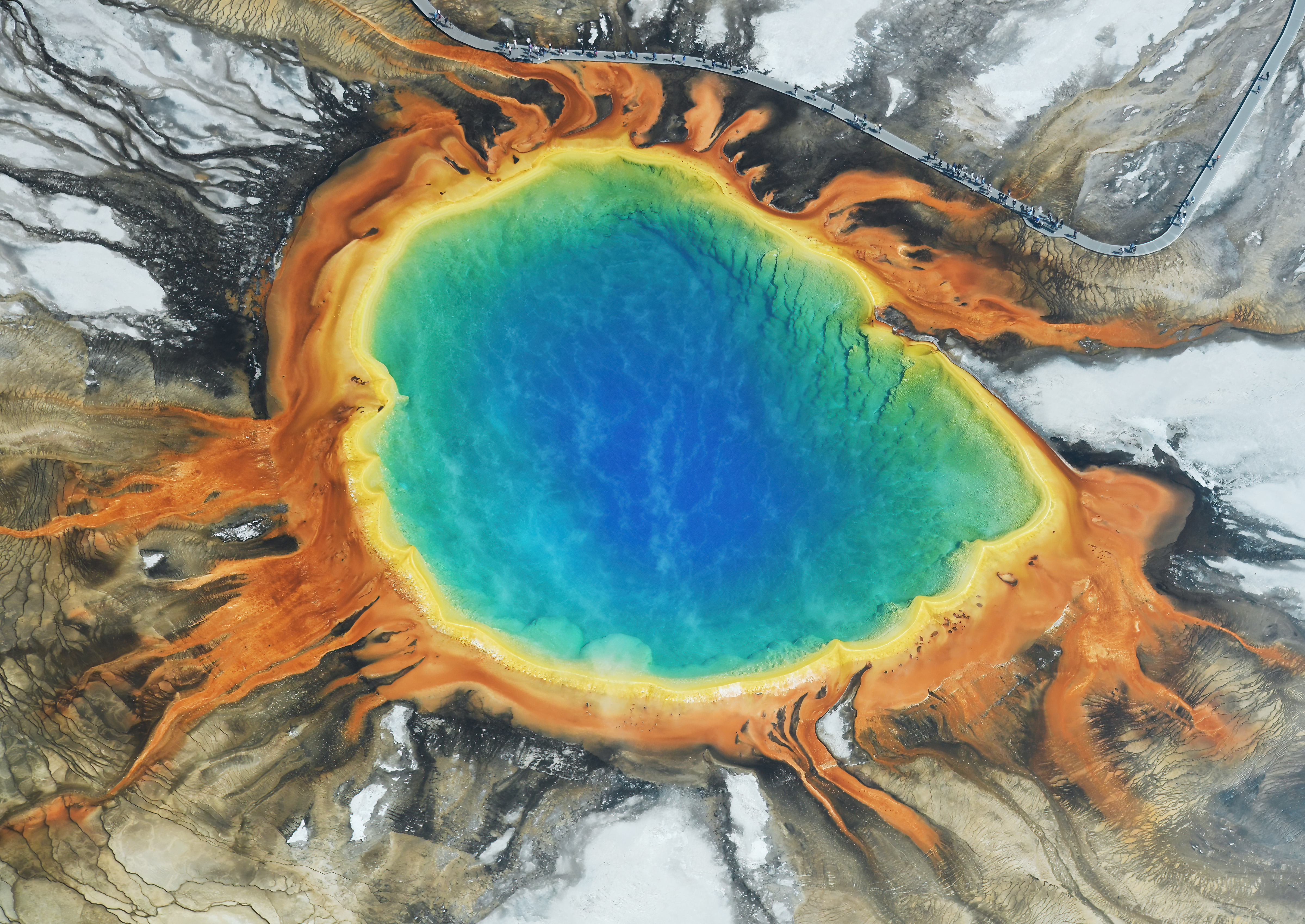

گرمادوست‌ها (به انگلیسی: Thermophile)، اندامگانهایی از گونه شدت دوست هستند که در درجه حرارت نسبتاً بالا، بین ۴۵ تا ۸۰ درجه سلسیوس رشد می‌کنند.